# Necroscia eucerca
Necroscia eucerca är en insektsart som beskrevs av Carl Stål 1877. Necroscia eucerca ingår i släktet Necroscia och familjen Diapheromeridae. Inga underarter finns listade i Catalogue of Life.